# Svibanjsko sunce
Svibanjsko sunce (špa. Sol de Mayo) je jedno od nacionalnih obilježja Urugvaja i Argentine, a također se nalazi na zastavama tih država. Svibanjsko sunce predstavlja boga sunca Intija kod Inka. Naziv svibanjsko se odnosi na Svibanjsku revoluciju koja se dogodila u tjednu između 18. i 25. svibnja 1810. godine i koja je označila početak nezavisnosti država Latinske Amerike od Španjolske.

## Značajke
Sunce, pod nazivom Svibanjsko sunce je replika gravure prvog argentinskog novčića, kojeg je 1813. odobrila Ustavotvorna skupština, a vrijednost mu je bila osam escudosa (jedan španjolski dolara).
Sam oblik je sličan prikazu sunca u sjaju u europskoj heraldici. Godine 1978. donesen je zakon koji opisuje službenu svečanu zastavu Argentine u kojem se navodi da sunce mora biti zlatno žute boje te imati unutarnji promjer od 10 cm, a vanjski promjer od 25 cm i sadržavati 32 zrake. Na urugvajskoj zastavi Svibanjsko sunce ima 20 zraka.